# Airsoft goggle

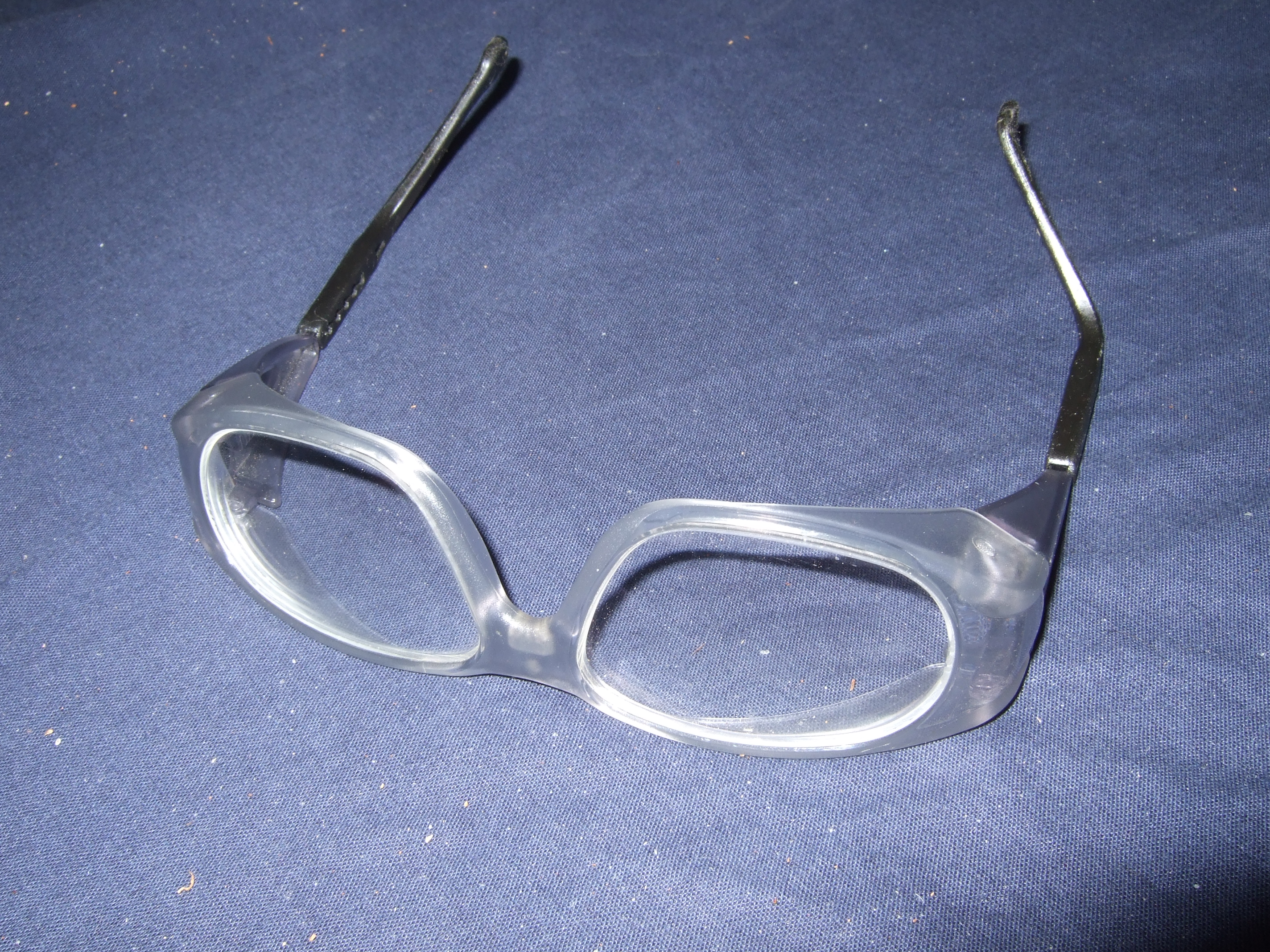
Het soort veiligheidsbril dat gebruikt kan worden

Een airsoft goggle is een veiligheidsbril ten behoeve van het spelen van airsoft.
Bij het spelen van airsoft is het dragen van een veiligheidsbril verplicht.
Er bestaan vele soorten en maten op het gebied van veiligheidsbrillen. De meeste voorkomende brillen bij het airsoften zijn de ESS Ice 2.4 Eye Shield Goggle of de Bolle X800T Tactical Goggles.
De bril moet een goedgekeurde veiligheidsbril zijn. Een gewone bril is niet toegestaan. Dit heeft te maken met de snelheid die de kunststofballetjes (BB's) waarmee geschoten wordt, kunnen halen (maximaal 600 FPS). Met een korte afstand kan de BB door een gewone bril heen gaan.